# 고양이 대학살
《고양이 대학살》(영어: The Great Cat Massacre)은 1984년 출판한 로버트 단턴의 역사서다. 민담, 고양이 죽이기 소동, 도시 설명서, 경찰 수사관 조서, 《백과전서》의 서문, 서적 주문서라는 6개의 영역을 통해 18세기 프랑스 문화사를 풀어내고 있다. 출판 즉시 베스트셀러에 올랐으며, 미시사 분야에서 대표작으로 꼽히고 있다. 국내에서는 문학과지성사에서 1996년 번역 출판됐다.